# لويس ماريا ليند
لويس ماريا ليند (بالإسبانية: Luis María Linde) هو اقتصادي إسباني، ولد في 15 مايو 1945 في مدريد في إسبانيا.